# Foot-Ball Associazione Novara 1924-1925
Questa pagina raccoglie i dati riguardanti la Foot-Ball Associazione Novara nelle competizioni ufficiali della stagione 1924-1925.

## Stagione
Nella stagione 1924-1925 il Novara disputa il girone B del campionato di Prima Divisione di Lega Nord, allenato dal tecnico austrico Schönfeld, ha raccolto 22 punti con il settimo posto finale, ma solo tre lunghezze sopra la zona retrocessione. Ha ottenuto 6 vittorie, 10 pareggi e 8 sconfitte. Ha vinto il girone B il Bologna con 34 punti, che poi supera il Genoa nella finale di Lega Nord, per farlo ci sono volute ben cinque gare, poi ad agosto il Bologna vincerà anche il suo primo titolo di Campione d'Italia, superando nella doppia finale l'Alba Roma. Retrocedono in Seconda Divisione il Derthona e la Spal, che ha perso (3-1) lo spareggio salvezza contro il Mantova.

## Organigramma societario
La disposizione delle sezioni e la presenza o meno di determinati ruoli può essere variata in base a spazi occupati e dati in possesso.
Area direttiva
- Presidente: marchese Luigi Tornielli di Borgolavezzaro
- Presidente onorario: cav.uff. M. Barozzi
- Vice presidente: avv. Pietro Omodei Zorini
- Consiglieri: geom. C. Cantoni, E. Ferraris, R. Galtrucco, capitano Gazzola, E. Lambertenghi, rag. E. Motta, E. Pensotti, L. Quaglia, O. Raselli, prof. P. Rizzi, C. Santagostino, geom. N. Vegis.

Area organizzativa
- Segretario: rag. A. Cavalli
- Cassiere: E. Zauner
- Direttore sportivo:

Affiliata a:
- Federazione Italiana Sports Atletici (F.I.S.A.)
- Federazione Ginnastica Nazionale Italiana (F.G.N.I.)
- Federazione Italiana Giuoco Calcio (F.I.G.C.)

## Rosa
| N. |                     | Ruolo | Calciatore          |
| -- | ------------------- | ----- | ------------------- |
|    | Italia (bandiera)   | C     | Balossini           |
|    | Italia (bandiera)   |       | Romolo Bollea       |
|    | Italia (bandiera)   | D     | Aldo Bonenti        |
|    | Italia (bandiera)   | C     | Pierino Cappa       |
|    | Italia (bandiera)   | A     | Serafino Carrera    |
|    | Italia (bandiera)   | D     | Renato Clerici      |
|    | Italia (bandiera)   | C     | Raffaele D'Aquino   |
|    | Ungheria (bandiera) | P     | Ferenc Fehér        |
|    | Italia (bandiera)   |       | Ferrari             |
|    | Italia (bandiera)   | A     | Giustiniano Marucco |

| N. |                   | Ruolo | Calciatore         |
| -- | ----------------- | ----- | ------------------ |
|    | Italia (bandiera) | A     | Mario Meneghetti   |
|    | Italia (bandiera) | C     | Alfredo Milano     |
|    | Italia (bandiera) |       | Molina             |
|    | Italia (bandiera) | D     | Enrico Patti       |
|    | Italia (bandiera) | C     | Giovanni Pestarini |
|    | Italia (bandiera) | D     | Piero Ragaglia     |
|    | Italia (bandiera) | C     | Ettore Reynaudi    |
|    | Italia (bandiera) | C     | Adamo Roggia       |
|    | Italia (bandiera) | A     | Santagostino       |
|    | Italia (bandiera) | D     | Bruno Varalli      |

## Risultati

### Prima Divisione

#### Girone B

##### Girone di andata
| Arbitro: | A. Gama (Milano) |

|             |           |              |
| Carrera 12’ | Marcatori | 30’ Vecchina |

| Arbitro: | De Renzis (Genova) |

|              |           |              |
| Traverso 63’ | Marcatori | 16’ D'Aquino |

| Arbitro: | Fries (Chiasso) |

|           |           |            |
| Cappa 65’ | Marcatori | 9’ Gambino |

| Arbitro: | Pinasco (Sestri Ponente) |

|                                          |           |          |
| Reynaudi 2’ Fehér 15’ (rig.) Carrera 75’ | Marcatori | 70’ Masè |

| Arbitro: | U.Gama (Milano) |

|          |           |  |
| Musi 40’ | Marcatori |  |

| Novara 9 novembre 1924 6ª giornata | Novara        | 0 – 0 | Alessandria | Campo di via Lombroso\| Arbitro: \| Dani (Genova) \| |
| Arbitro:                           | Dani (Genova) |       |             |                                                      |

| Arbitro: | U. Gama (Milano) |

|                                                                    |           |             |
| Varalli 5’ (aut.) Mattuteia 44’, 59’ Patti 55’ (aut.) S. Rosso 80’ | Marcatori | 77’ Carrera |

| Arbitro: | Muttoni (Treviglio) |

|             |           |  |
| Toselli 19’ | Marcatori |  |

| Arbitro: | Grossi (Milano) |

|            |           |  |
| Reynaud 3’ | Marcatori |  |

| 21 dicembre 1924 10ª giornata |  | – Turno di riposo |  |  |

| Arbitro: | Norinelli (Verona) |

|                                             |           |                              |
| Meneghetti 23’, 83’ Carrera 47’ Marucco 80’ | Marcatori | 17’ Santagostino 70’ Savelli |

| Arbitro: | Salvagno (Venezia) |

|              |           |           |
| Magnozzi 70’ | Marcatori | 78’ Patti |

| Arbitro: | Sanguineti (Genova) |

|              |           |                        |
| Reynaudi 10’ | Marcatori | 39’ Martelli 69’ Pozzi |

##### Girone di ritorno
| Arbitro: | Alfieri (Bologna) |

|                 |           |           |
| Zanninovich 36’ | Marcatori | 10’ Cappa |

| Arbitro: | Brunetti (Torino) |

|                          |           |              |
| D'Aquino 1’ Reynaudi 88’ | Marcatori | 55’ Gianelli |

| Arbitro: | Lerni (Torino) |

|              |           |                |
| Munerati 81’ | Marcatori | 73’ Meneghetti |

| Arbitro: | Sessa (Milano) |

|  |           |             |
|  | Marcatori | 18’ Marucco |

| Arbitro: | Sanguineti (Genova) |

|                                                         |           |             |
| Reynaudi 6’ Roggia 46’ Meneghetti 65’ Felisi 66’ (aut.) | Marcatori | 31’ Dabbene |

| Arbitro: | Trezzi (Milano) |

|                |           |  |
| Baloncieri 15’ | Marcatori |  |

| Arbitro: | Mancini (Milano) |

|           |           |                      |
| Patti 49’ | Marcatori | 54’ (rig.) Piccaluga |

| Arbitro: | Grossi (Milano) |

|  |           |                        |
|  | Marcatori | 20’ Scevola 80’ Raggio |

| Arbitro: | Sessa (Milano) |

|                             |           |  |
| Poggi 48’ G.B. Bagnasco 76’ | Marcatori |  |

| 19 aprile 1925 23ª giornata |  | – Turno di riposo |  |  |

| Arbitro: | Franciosini (Modena) |

|                                          |           |             |
| Bánás 27’ Patti 60’ (aut.) Ostromann 80’ | Marcatori | 47’ Marucco |

| Arbitro: | Bistoletti (Milano) |

|            |           |              |
| Roggia 30’ | Marcatori | 48’ Magnozzi |

| Bologna 10 maggio 1925 26ª giornata | Bologna            | 0 – 0 | Novara | Stadio Sterlino\| Arbitro: \| Salvagno (Venezia) \| |
| Arbitro:                            | Salvagno (Venezia) |       |        |                                                     |

## Statistiche

### Statistiche di squadra
| Competizione    | Punti | In casa | In casa | In casa | In casa | In casa | In casa | In trasferta | In trasferta | In trasferta | In trasferta | In trasferta | In trasferta | Totale | Totale | Totale | Totale | Totale | Totale | DR |
| Competizione    | Punti | G       | V       | N       | P       | Gf      | Gs      | G            | V            | N            | P            | Gf           | Gs           | G      | V      | N      | P      | Gf     | Gs     | DR |
| --------------- | ----- | ------- | ------- | ------- | ------- | ------- | ------- | ------------ | ------------ | ------------ | ------------ | ------------ | ------------ | ------ | ------ | ------ | ------ | ------ | ------ | -- |
| Prima Divisione | 22    | 12      | 5       | 5       | 2       | 19      | 13      | 12           | 1            | 5            | 6            | 7            | 17           | 24     | 6      | 10     | 8      | 26     | 30     | -4 |

### Statistiche dei giocatori
| Giocatore     | Prima Divisione | Prima Divisione |
| Giocatore     | Presenze        | Reti            |
| ------------- | --------------- | --------------- |
| Balossini     | 8               | 0               |
| R. Bollea     | 1               | 0               |
| A. Bonenti    | 1               | 0               |
| P. Cappa      | 15              | 2               |
| S. Carrera    | 20              | 4               |
| R. Clerici    | 13              | 0               |
| R. D'Aquino   | 7               | 2               |
| F. Feher      | 24              | 1 (-30)         |
| Ferrari       | 1               | 0               |
| G. Marucco    | 18              | 3               |
| M. Meneghetti | 23              | 4               |
| A. Milano     | 11              | 0               |
| . Molina      | 1               | 0               |
| E. Patti      | 23              | 2               |
| G. Pestarini  | 3               | 0               |
| P. Ragaglia   | 17              | 0               |
| E. Reynaudi   | 20              | 5               |
| A. Roggia     | 22              | 2               |
| Santagostino  | 4               | 0               |
| B. Varalli    | 23              | 0               |